# Women on the web
Women on the Web is een vereniging voor vrouwen in Nederland die op het Internet actief zijn.

## Geschiedenis
De organisatie is in 1996 opgericht door Corrine Petrus (1958-2013) als Webgrrls Nederland, naar voorbeeld van de internationale voorloper die in maart 1995 werd opgericht door de Amerikaanse Aliza Sherman. Op het hoogtepunt van de vereniging waren 662 vrouwen betalend lid van de vereniging en waren er meer dan 4200 deelnemers. Daarmee was het Women on the Web de grootste online community van Nederland. Op 1 januari 2001 werd de naam gewijzigd in Women on the web. Als reden voor de naamswijziging gaf bestuurslid Karen Drost aan dat de internationale organisatie in 2000 geld begon te vragen aan de organisaties die de naam Webgrrls droegen. Het Ministerie van Sociale Zaken en Werkgelegenheid noemde in 2003 Women on the Web een initiatief dat er zichtbaar in slaagt om daadwerkelijk netwerk- en of community vorming digitaal vorm te geven. Sinds 2009 is Women on the Web aangesloten bij de Nederlandse Vrouwen Raad.

## Doelstelling en activiteiten
Het doel van de vereniging is: De digitale media voor vrouwen beter toegankelijk maken, vooral door kennis uit te wisselen. Dat gebeurt door middel van mailinglijsten, forums op de eigen website en IRL bijeenkomsten.
In 2016 zijn ruim 200 vrouwen lid en draagt een veelvoud daarvan online bij. Er worden bijeenkomsten waaronder workshops georganiseerd.